# 周末时光
《愛在週末邂逅時》（英語：Weekend）是一部2011年上映的英國浪漫劇情片，由安德魯·海格編劇並執導，湯姆·庫倫(Tom Cullen)和克里斯·紐(Chris New)主演。影片講述了兩個男人在一個週末的短暫相遇中發展出深刻感情的故事。

## 劇情
Russell（湯姆·庫倫飾）在參加朋友聚會後，前往一間同志酒吧，遇見了Glen（克里斯·紐飾）。兩人一夜情後，原本以為只是短暫邂逅，但週末的相處讓他們開始分享彼此的生活、夢想與恐懼。隨著Glen即將離開前往美國，Russell必須面對這段關係的結束。

## 評價
影片在爛番茄上有95%的新鮮度，被讚為LGBT電影中的佳作。

## 外部連結
- 互联网电影数据库（IMDb）上《愛在週末邂逅時》的资料（英文）